# 李店镇 (固始县)
李店乡，是中华人民共和国河南省信阳市固始县下辖的一个乡镇级行政单位。

## 行政区划

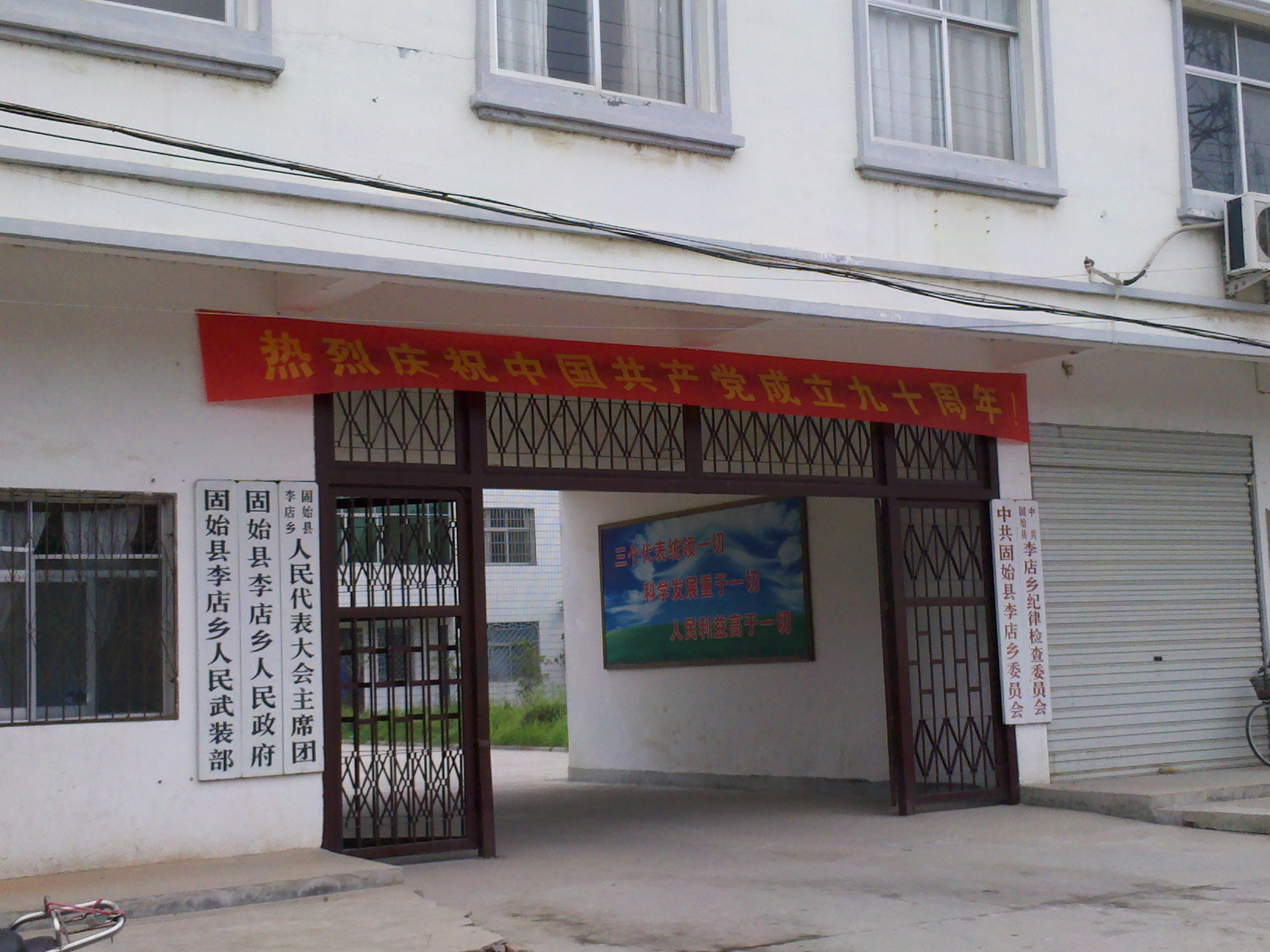
李店乡人民政府

李店乡下辖以下地区：
三保社区、三保村、竹圩村、杜营村、桑场村、刘营村、熊集村、沈圩村、周圩村、老李集村、李店村、竹岗村、梧梓庙村、杨圩村、糖坊村和田庙村。